# Wirad von Boizenburg
Wirad von Boizenburg war um 1188 der Beauftragte von Graf Adolf III. von Schauenburg. Dem Namen und der Überlieferung nach war er slawischer Herkunft. Damals war die Gegend um Boizenburg vom Stamm der Polaben („die an der Elbe“) bewohnt.
Er organisierte in Hamburg den Aufbau der um die Nikolaikirche gelegenen sogenannten „alten“ Neustadt. Kolonisten aus Holland, Friesland und Westfalen veranlasste er zur Besiedlung der neuen Stadt nach Lübecker Stadtrecht.  Marktplatz war der Hopfenmarkt bei der Nikolaikirche. Diese „Neustadt“ sollte nach dem Willen des Grafen eine Handelskolonie sein, zu der im jetzt Nikolaifleet genannten Alsterarm der erste Hamburger Hafen angelegt wurde. Wirad soll danach auch einer der Ratsherren dieser Stadt gewesen sein. 
Zu seiner Familie gehörte der Ratsnotar Jordan von Boizenburg, der ggf. sein Enkel war.
Heute gehört die „alte“ Neustadt zum Hamburger Stadtteil Hamburg-Altstadt und umfasst das frühere Kirchspiel St. Nikolai.